# 孙艳清
孙艳清（1911年—1981年），中国人民共和国冶金工业与化学工业高级技术领导干部。

## 生平
國立北洋工學院矿冶系肆业。积极参加了一二九学生运动。1938年奔赴冀中抗日根据地，任冀中军区供给部技术研究社技师、晋察冀军区工业部技术研究室矿冶科技师。研究从铜钱中炼铜蒸锌，炼出黄铜，用于制造子弹壳。1945年调八路军总部军工部工程技术研究室任冶金工程师。
1950年10月5日，中央人民政府重工业部设立中央有色金属工业局，局长王逸群，副局长孙艳清。
1957年5月24日国务院全体会議第49次会議通过任命：“郭超为冶金工業部有色金屬工業管理局局長，苑子纪、孙艳清、王永福、石汶、張戈为冶金工業部有色金屬工業管理局副局長”。
1958年1月，冶金工业部以有色金属管理局四处为基础，组建了第三司，作为铀矿冶工业的专管机构，任命冶金专家孙艳清为副司长。为了原子能工业集中统一管理, 1958年8月国务院决定, 冶金部三司及所辖企事业单位划归二机部, 改称二机部十二局（矿冶局），孙艳清为副局长，主持工作。1959年12月, 解放军总参谋部动员部副部长苏华调任该局局长兼党委书记。
1963年9月14日国务院全体会議第135次会議通过任命：孙艳清为化学工业部技术司副司长。1965年4月12日至20日，化工部在兰州召开了合成氨工业自动化第二次专业会议；会议听取了孙艳清副司长代表化工部所作的“关于开展自动化工作革命化的动员报告”。
著有《有色金属工业》，为中央科学讲座讲演速记稿，中华全国科学技术普及协会1954年6月第一版，列入《社会主义工业化科学知识》丛书。